# Липовецкая городская община
Липовецкая городская община (укр. Липовецька міська громада) — образованная территориальная община в Винницком районе Винницкой области Украины.
Административный центр — город Липовец.

## Населённые пункты
В составе общины 1 город Липовец и 37 сёл:
| Александровка | Александровка | Зозов      | Зозов      | Нарцизовка  | Нарцизовка  | Счастливая | Счастливая |
| Анновка       | Анновка       | Зозовка    | Зозовка    | Очитков     | Очитков     | Теклиновка | Теклиновка |
| Берестовка    | Берестовка    | Иваньки    | Иваньки    | Песочин     | Песочин     | Троща      | Троща      |
| Белозеровка   | Белозеровка   | Королевка  | Королевка  | Пилипенково | Пилипенково | Ульяновка  | Ульяновка  |
| Богдановка    | Богдановка    | Ксаверовка | Ксаверовка | Подлесное   | Подлесное   | Хороша     | Хороша     |
| Вербовка      | Вербовка      | Липовец    | Липовец    | Поповка     | Поповка     | Ясенецкое  | Ясенецкое  |
| Вернянка      | Вернянка      | Лозоватая  | Лозоватая  | Росоша      | Росоша      | Ясенки     | Ясенки     |
| Викентиевка   | Викентиевка   | Лукашовка  | Лукашовка  | Скитка      | Скитка      |            |            |
| Войтовцы      | Войтовцы      | Люлинцы    | Люлинцы    | Славная     | Славная     |            |            |
| Гордиевка     | Гордиевка     | Нападовка  | Нападовка  | Струтинка   | Струтинка   |            |            |